# نو أزرق
النُّو الأَزرَق، المعروف أيضًا بأسماء مُتعددة أُخرى، منها: النُّو المُوَشَّحُ، والنُّو المَألُوفُ، والنُّو الشَّائِع، والنُّو أَبيَضُ اللِّحيَةِ، والظَّبيُّ الثَّورِيّ، هو نوعٌ ضخمٌ من الظباء، وأحد نوعيّ النُّو الباقيان على قيد الحياة حتَّى اليوم. تنتمي هذه الحيوانات إلى جنس النوُّيَّات (الاسم العلمي: Connochaetes) وفصيلة البقريَّات، وهي ذات صلة وثيقة بالنَّوع الآخر من النُّو، ألا وهو النُّو الأسود. حدد العُلماء خمس نُويعات من هذه الظباء، وهي حيواناتٌ عريضة الكتفين عضليَّة المُقدِّمة، الأمر الذي يُعطيها مظهرًا ثخينًا ثقيلًا، وخطُمها غليظ مُميَّزٌ بين الظباء. تُولدُ الصغار منها بِمعطفٍ بُنيٍّ مسمرّ، وتبدأ بالتحوُّل إلى لون البوالغ ما أن تبلغ شهرين من العُمر. ويتراوح لون البوالغ من الأُردُوازي الدَّاكن أو الرمادي المُزرق إلى الرَّماديّ الباهت أو البُنيّ الضارب إلى الرمادي حتَّى. يتمتَّع كِلا الجنسين بِزوجٍ من القُرون الطويلة المعقوفة.
النُّو الأزرق حيوانٌ عاشب، يقتاتُ بشكلٍ رئيسيّ على الأعشاب القصيرة، وهو يعيشُ ضمن مجموعاتٍ تتجمَّع سويًا لِتُشكِّل قطيعًا مُتراخي الصلات، يرعى أفراده معًا ويتولّى البعض منها الحراسة، حتَّى إذا رأت خطراً مُعيَّناً انطلقت هاربة؛ وهي حيواناتٌ سريعة الجري شديدة الحذر وهيَّابة. يبدأ موسم التناسل في أواخر الفصل الماطر، وتضعُ الأُنثى صغيرًا واحدًا في العادة بعد فترة حمل تدوم قُرابة ثمانية أشهر ونصف. تُلازمُ الصغار أُمَّهاتها طيلة ثمانية شُهور، لِتنضمَّ بعدها إلى قطيعٍ من اليوافع. تنتشرُ هذه الظباء عبر السُهول قصيرة الأعشاب المُتاخمة لِلسڤناء السنطيَّة المكسوَّة بالآجام في أفريقيا الجنوبيَّة والشرقيَّة، وهي تُفضِّلُ سكن الموائل مُعتدلة الأمطار والجفاف، فتتجنَّب المناطق الرطبة وتلك القاحلة. تقومُ بعضُ الجُمهرات الشرق أفريقيَّة بهجرةٍ سنويَّةٍ طويلة يبدو بأنها تتوافق مع النمط المحلّي لِهُطول الأمطار ونُمو الأعشاب النضرة.
يستوطنُ النُّو الأزرق عدَّة بُلدان أفريقيَّة، وهي: أنغولا، وبوتسوانا، وكينيا، وموزمبيق، وجنوب أفريقيا، وسوازيلاند، وتنزانيا، وزامبيا، وزيمبابوي. وهي اليوم مُنقرضة في مالاوي، وكانت قد سبق وانقرضت في ناميبيا، لكن أُعيد إدخالُها إليها مُجددًا. يُشكِّلُ النهرُ البُرتُقاليّ الحدَّ الجنوبيّ الطبيعيّ لانتشار النُّو الأزرق، بينما تُشكِّلُ بُحيرة ڤكتوريا وجبل كينيا الحدَّ الغربيّ لانتشاره. النُّو الأزرق حيوانٌ واسع الانتشار، وقد تمَّ إدخاله إلى الكثير من محميَّات الطرائد والمُنتزهات القوميَّة ضمن حُدود موطنه الطبيعي وخارجه، لِهذا السبب فإنَّ الاتحاد العالمي للحفاظ على الطبيعة يُصنِّف هذه الحيوانات على أنها غير مُهددة بالانقراض. تُقدّرُ الجُمهرة بِحوالي مليون ونصف مليون رأس تقريبًا، ويبدو أنَّ الأعداد مُستقرَّة.

## التسمية
وُصف النُّو الأزرق بشكلٍ علميٍّ لِأوَّل مرَّة في سنة 1823م، على يد عالم الطبيعيَّات الإنگليزي وليام جون بورشل، وأعطاهُ التسمية العلميَّة «Connochaetes taurinus». تتشاطرُ هذه الظباء اسم الجنس «Connochaetes» مع النُّو الأسود (Connochaetes gnou)، وهو اسمٌ مُشتقٌ من كلمتين يونانيتين: «κόννος» أو «كونّوس» بمعنى لحية، و«χαίτη» أو «خيتيه» وهو يعني الشعرُ المُتطاير أو العُرف أو اللّبدة. أمَّا اسمُ النوع «taurinus» فهو مُشتق من كلمة طوروس اليونانيَّة، التي تعني ثَور أو عِجل. يرمزُ اسمُ الحيوان «النُّو الأزرق» إلى لمعانِ جلود هذه الحيوانات الأزرقِ الضاربِ إلى الفضيّ، أمَّا كلمة «نُو» بحد ذاتها، فهي الاسمُ المحليّ لِهذه الحيوانات عند شعب الخويخوي، وهم قومٌ رُعاة كانوا يقطنون جنوب غرب أفريقيا.

## التصنيف العلمي

انتشارُ نُويعات النُّو الأزرق:
النُويعة الثوريَّة
نُويعة كوكسون
نُويعة جونستون
النُويعة بيضاء العُرف
النُويعة الماراويَّة

رُغم أنَّ النُّو الأزرق وقريبه الأسود يُصنفان حاليًا ضمن ذات الجنس، فإنَّ الأوَّل كان قديمًا يُصنَّفُ في جنسٍ خاصٍ به، هو «Gorgon». غير أنَّ الدراسات الحديثة التي تناولت الصبغيَّات (الكروموسومات) مُتساوية الانقسام والحمض النووي للمُتقدرات، في سبيل فهم العلاقة النُشوئيَّة والتطوُّريَّة بين النوعين بشكلٍ أكبر، أظهرت أنَّ لِكليهما ارتباطٌ وراثيٌّ عرقيّ، وأنهما انفصلا ليُشكّلا نوعين مُنفصلين مُنذُ حوالي مليون سنة.

### النُويعات
يعترفُ العُلماء بِخمس نُويعات للنُّو الأزرق، وهي:
- النُويعة بيضاء العُرف (Connochaetes taurinus albojubatus): وُصفت سنة 1912م، وتُعرف باسم النُّو الشرقي أبيض اللحية. تُوجدُ في صدع گريگوري (جنوب خط الاستواء). يمتدُّ نطاق موطنها من شمال تنزانيا إلى وسط كينيا.
- نُويعة كوكسون (Connochaetes taurinus cooksoni): وُصفت سنة 1914م، وتُعرف باسم نُو كوكسون. يقتصر وُجودها على وادي لوانگوا في زامبيا، وفي بعض الأحيان تَعبرُ إلى المنطقة الهضابيَّة في وسط مالاوي.
- نُويعة جونستون (Connochaetes taurinus johnstoni): وُصفت سنة 1896م، وتُعرف باسم نُو نِياسَّالاند. تنتشرُ من موزمبيق (شمال نهر الزمبيزي) وُصولًا إلى شرق تنزانيا الوُسطى. بَيْد أنها اندثرت في مالاوي.
- النُويعة الماراويَّة (Connochaetes taurinus mearnsi): وُصفت سنة 1913م، وتُعرف باسم النُّو الغربي أبيض اللحية. تنتشرُ عبر شمال تنزانيا وجنوب كينيا. يمتدُ نطاق موطنها من غرب صدع گريگوري إلى خليج سپيك في بُحيرة ڤكتوريا.
- النُويعة الثوريَّة (Connochaetes taurinus taurinus): وُصفت سنة 1823م، وتُعرف باسم النُّو الأزرق أو النُّو المألوف أو النُّو المُوشَّح. تُوجدُ في أفريقيا الجنوبيَّة. يمتدُ نطاق موطنها من ناميبيا وجنوب أفريقيا إلى موزمبيق (شمال النهر البُرتُقاليّ)، ومن جنوب غرب زامبيا (جنوب نهر الزمبيزي) إلى جنوب أنغولا.

### الهجائن
من المعروف أنَّ النُّو الأزرق يتهجَّن بشكلٍ طبيعيّ مع النُّو الأسود في البريَّة. كانت الاختلافات في التركيبة الاجتماعيَّة لِقُطعان النوعين، إلى جانب العوائق والفواصل الطبيعيَّة بين موطنهما، تشكِّلُ مانعًا يحولُ دون اختلاط القُطعان ببعضها وتناسُلها، غير أنَّه يُحتملُ حُصول هذا الأمر عندما يُجمع بين النوعين في بعض المحميَّات الخاصَّة أو الوطنيَّة صغيرة المساحة، وغالبًا ما يكونُ نتاجهُما غير عقيم. أظهرت إحدى الدراسات التي أُجريت على تلك الهجائن في محميَّة سد سپيونكوپ بجنوب أفريقيا، أنَّ الكثير منها كان يُعاني من عُيوبٍ خُلقيَّةٍ تتعلَّق بأسنانها، وقُرونها، والعظام الورميانيَّة للجُمجُمة. أظهرت دراسةٌ أُخرى أنَّ حجم النُّو الهجين يفوق حجم أبويه، وظهر لدى بعض الأفراد تشُّوهٌ كبيرٌ في الجزء الطبلي للعظم الصدغي، ولدى بعضها الآخر انصهارٌ للكعبرة والزند.

## النُشوء والتطَّور
يصلُ عدد الصيغ الصبغيَّة المُضاعفة لِصبغيَّات (كروموسومات) النَّو الأزرق إلى 58 صيغة. وقد تمَّت دراسة صبغيَّات الذُكور والإناث عند هذه الحيوانات، فظهر أنَّ جميع صبغيَّات الإناث كانت طرفيَّة القسيم المركزي، عدا زوجٌ من الصبغيَّات الموسطانيَّة فائقة الضخامة. كذلك، تمَّت دراسة الطوريَّة في صبغيَّات الذُكور، فتمَّ العُثور على صبغيَّات موسطانيَّة ضخمة أيضًا، شديدة الشبه بتلك الخاصَّة بالإناث سواء من حيث الحجم أو الشكل، أمَّا بقيَّة الصبغيَّات فكانت طرفيَّة القسيم المركزي. كما تبيَّن أنَّ الصبغيّ X طرفيّ القسيم المركزي، أمَّا الصبغيّ Y فصغيرٌ جدًا.
يقولُ العُلماء أنَّ هذا النوع من النُّو يبدو وكأنَّهُ تطوَّر مُنذُ حوالي 2.5 ملايين سنة. ويُعتقدُ بأنَّ النُّو الأسود انشقَّ عن النُّو الأزرق ليُصبح نوعًا مُنفصلًا بذاته مُنذُ حوالي مليون سنة، أي ما بين أواسط وأواخر العصر الحديث الأقرب (العصر الپليستوسيني). تُشيرُ المُكتشفات المُستحاثيَّة إلى أنَّ النُّو الأزرق كان شديد الشُيوع في منطقة «مهد البشريَّة» بجنوب أفريقيا، ولعلَّهُ شكَّل طريدةً أساسيَّة للبشر الأوائل. عُثر على مُستحاثات هذه الظباء في أفريقيا الشرقيَّة بالمقام الأوَّل، وفي منطقة خليج سلدانها، وكورنيليا، وفلوريسباد، في جنوب أفريقيا.

## الوصف

### القد وأمد الحياة

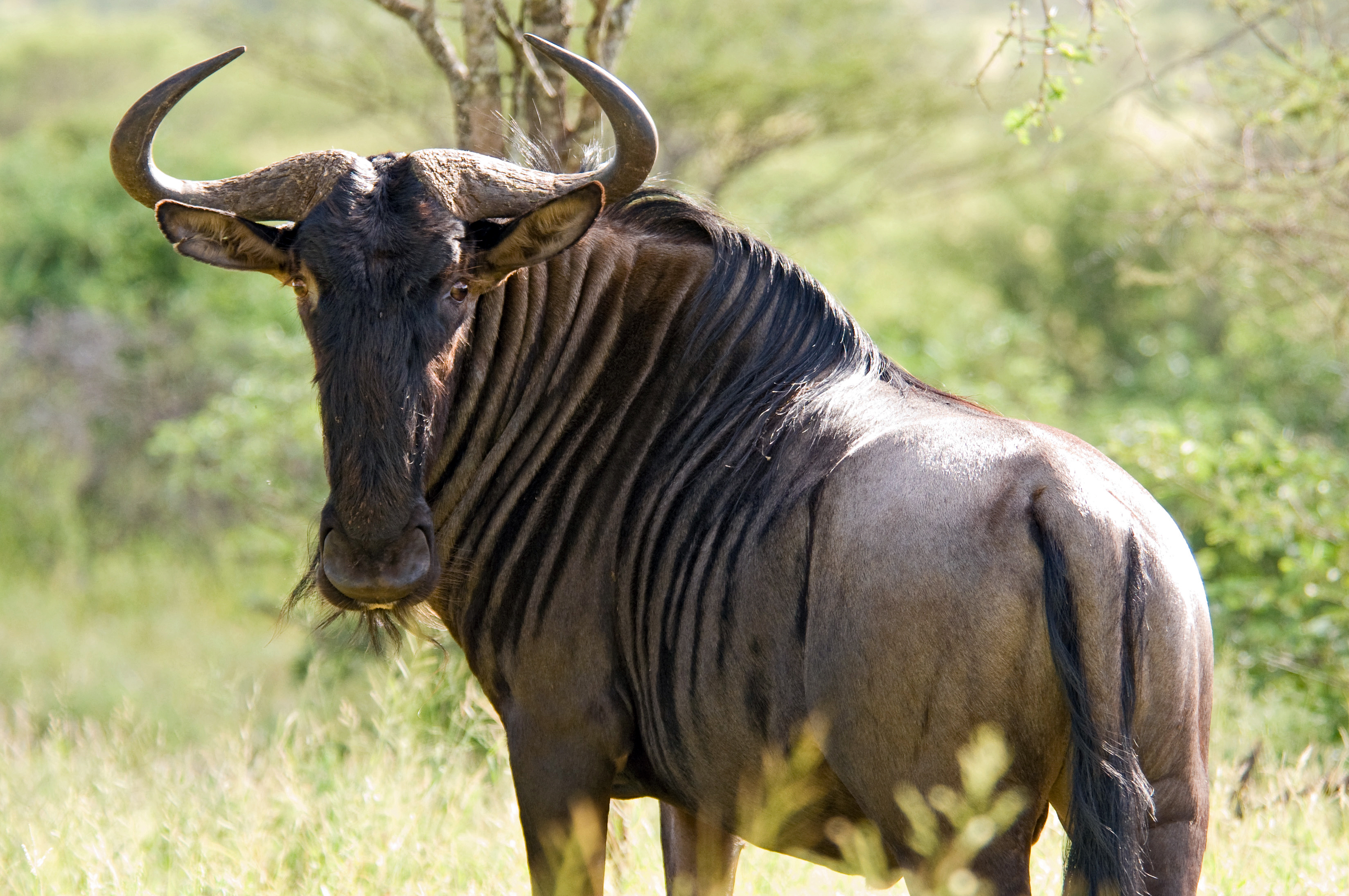
لقطة مُقرَّبة لِنوٍّ أزرق.

تُظهرُ إناث وذُكور النُّو الأزرق اختلافات جنسيَّة واضحة، فالذُكور أكبر حجمًا وأقتم لونًا من إناثها. عادةً ما يتراوح طول هذه الظباء بين 170 و240 سنتيمترًا (67–94 إنشًا)، ويتراوح مُعدَّل ارتفاعها بين 115 و145 سنتيمترًا (45–57 إنشًا)، ويُمكنُ أن يصل وزن الذكر إلى 290 كيلوگرام (640 رطلًا)، بينما لا تتخطّى الأُنثى 260 كيلوگرامًا (570 رطلًا) إلَّا نادرًا. من الخصائص الجسديَّة المُميَّزة لِهذه الظباء ذيلها الطويل الأسود الذي يتراوح طوله بين 60 و100 سنتيمتر (24–39 إنشًا). تتماثلُ العلامات الجسديَّة عند كِلا الجنسين، ويصلُ أمد حياتها في البريَّة إلى 20 سنة، وفي الأسر إلى 21 سنة. أمَّا أكبر نوٍّ سنًا تمَّ توثيقه فقد نفق عن عُمر 24 سنة وثلاثة شُهور.

### اللون

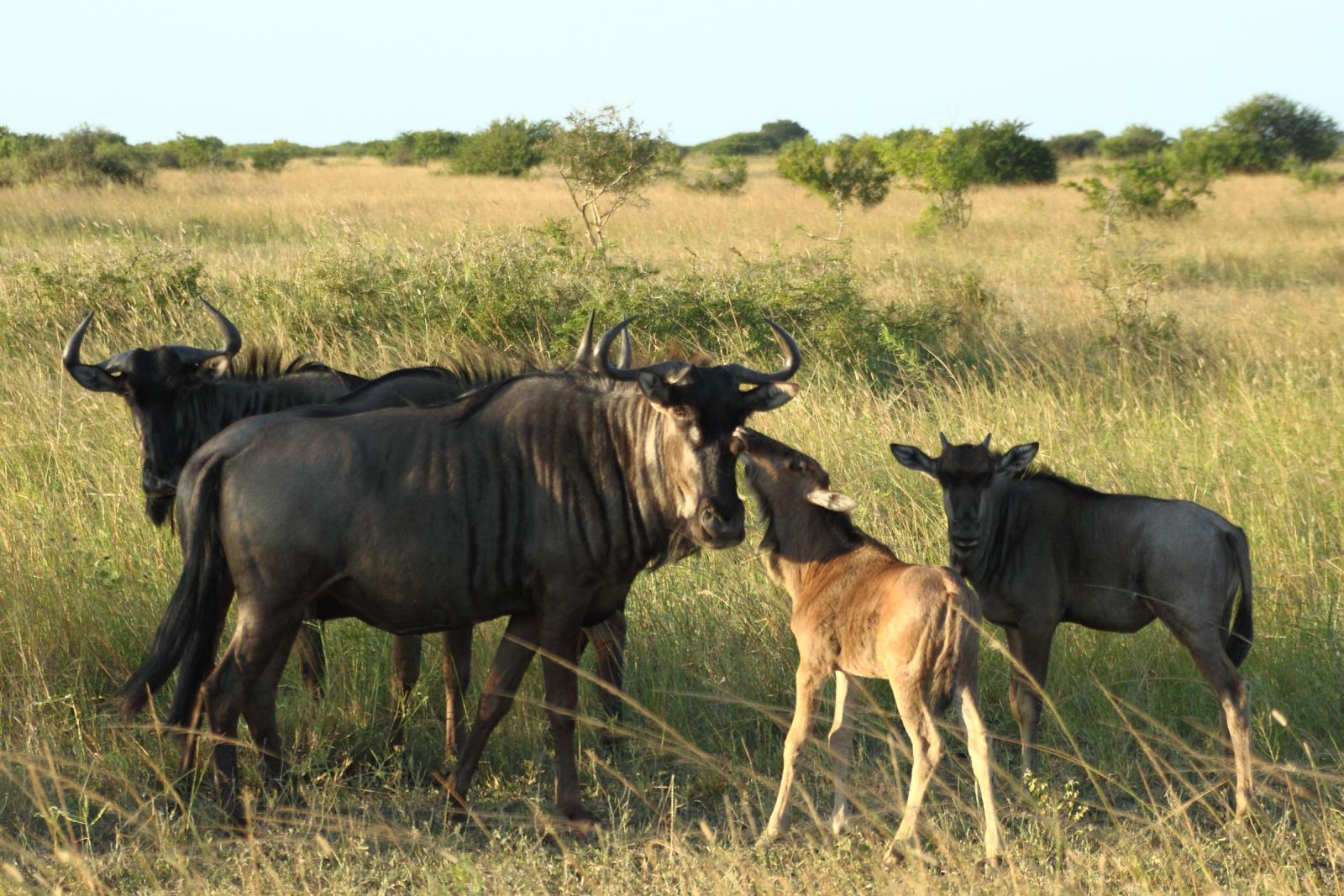
صورة تجمع بين 3 ظباء نُو من فئاتٍ عُمريَّة مُختلفة: عجلٌ صغير بُني اللون، وعلى يمينه آخرٌ يافع بدأ جلده باتخاذ لون البوالغ، وأُنثى بالغة.

هذه الظباء حيواناتٌ عريضة الكتفين عضليَّة المُقدِّمة، الأمر الذي يُعطيها مظهرًا ثخينًا ثقيلًا، وخطُمها غليظ مُربَّع الشكل تقريبًا. تُولدُ الصغار منها بِمعطفٍ بُنيٍّ مسمرّ، وتبدأ باتخاذ لون البوالغ ما أن تبلغ شهرين من العُمر. يتراوح لون الظباء البالغة منها بين الأُردُوازي القاتم أو الرمادي المُزرق إلى الرمادي الباهت أو حتَّى البُني الضارب إلى الرمادي. الظهرُ والجانبين أبهت لونًا من البطن والأقسام السُفليَّة من الجسد، وتنتشرُ بضعة خُطوط بُنيَّة أُفقيَّة عبر المنطقة المُمتدَّة من العُنق إلى خلف القفص الصدري، الأمر الذي منح هذه الحيوانات إحدى أسمائها، وهو «النُّو المُوشَّح». شعرُ العُنق لدى كِلا الجنسين طويلٌ كثيفٌ خشن، وهو أسودٌ قاتم، كما ذيلها ووجهها. يُمكنُ التفرقة بين النُويعات المُختلفة عبر شعر عُنُقها، فشعرُ النُويعتين الشرقيَّة والغربيَّة بيضاء اللحية دائمًا ما يكونُ ضامرًا، بينما شعرُ عُنق النُويعة الثوريَّة (النُّو المألوف) ونُو نِياسَّالاند دائمًا ما يكونُ مُنتصبًا. تتمتعُ هذه الحيوانات، كغيرها من الظباء، بغُددٍ تُفرزُ رائحةً مسكيَّة ومادَّةً زيتيَّة على أرجُلها الأماميَّة، وهي أكبرُ عند الذُكور من الإناث.
يُعدُّ النُّو الغربي أبيض اللحية أصغر نُويعات النُّو قياسًا على حجم وطول الجُمجُمة، كما أنَّهُ أدكنها لونًا. بالمُقابل، يُعتبرُ النُّو الشرقي أبيض اللحية أبهتُها. كِلا النُويعتين سالِفتا الذكر تتمتَّعان بِلحىً بيضاء قشديَّة، بينما تتخذُ لحى النُّو المألوف ونُو نِياسَّالاند لونًا أسودًا. تمتلكُ النُويعة الأخيرة أطول خطمٍ بين جميع النُويعات، بينما تمتلكُ إناث النُّو الغربي أبيض اللحية أقصر الخُطوم.

### القرنان

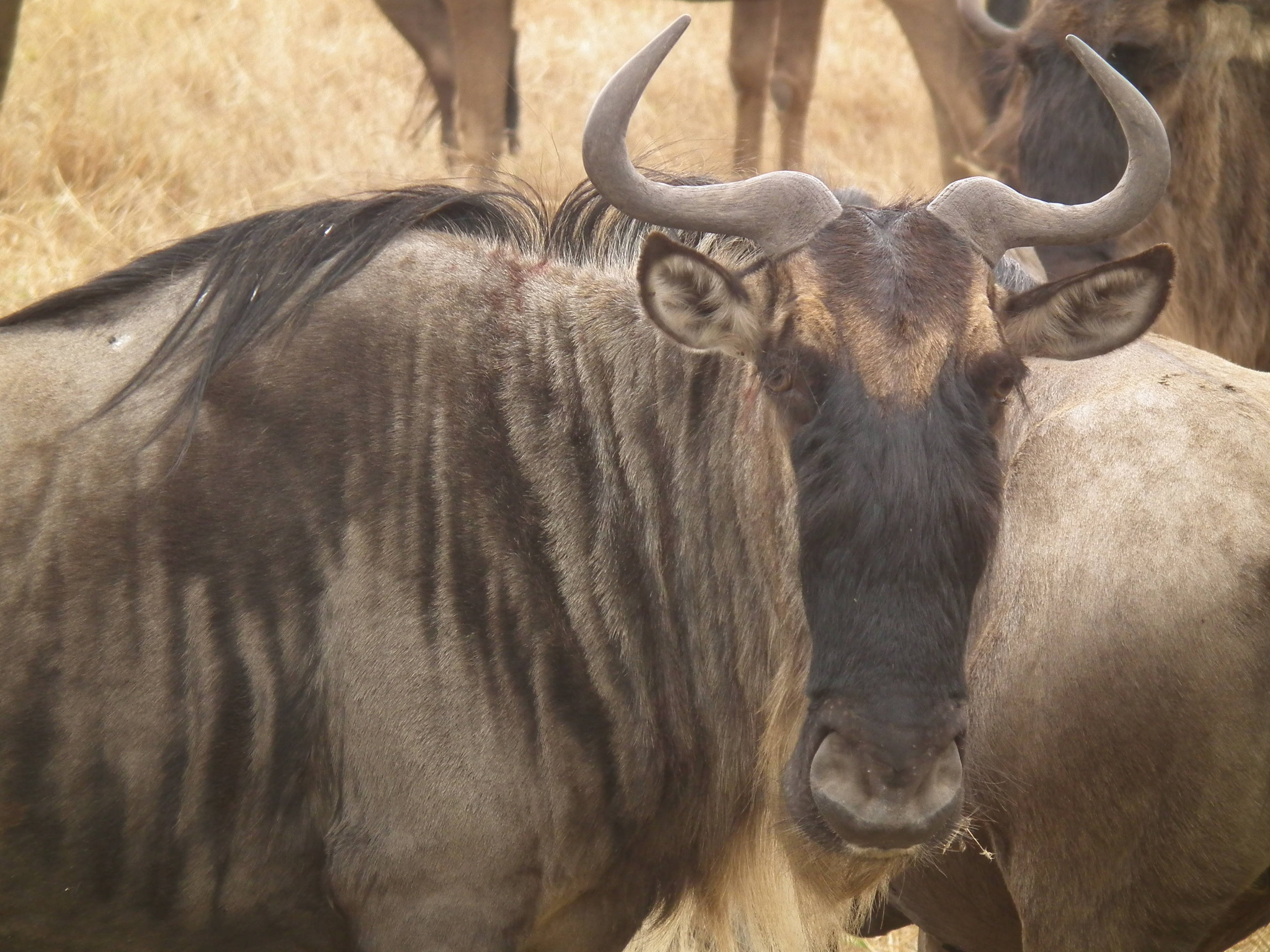
لقطة مُقرَّبة لِوجه وقُرون نُوٍّ أزرق.

يتمتَّعُ كِلا الجنسين بِزوجٍ من القرون تتخذُ شكلًا أشبه بشكل أقواس الترقيم. يمتدُ القرنان نحو الخارج على كُلِّ جانب، ثُمَّ يتقوَّسان نحو الأعلى فالداخل. يصلُ طول قُرون الذكر إلى حوالي 83 سنتيمترًا (33 إنشًا)، بينما يتراوح طول قُرون الإناث بين 30 و40 سنتيمتر (12–16 إنش). يتميَّز النُّو الأزرق بعدَّة خصائص بقريَّة على الرُغم من انتمائه إلى مجموعة الظباء، فعلى سبيل المِثال، تتشابه قُرونهُ مع قُرون أُنثى الجاموس الأفريقي بشكلٍ كبير، كما أنَّ بُنيته الضخمة وقوائمه الأربع اللامُتناسقة تجعلهُ شديد الشبه بالبقر.

### الأمراض والطُفيليَّات

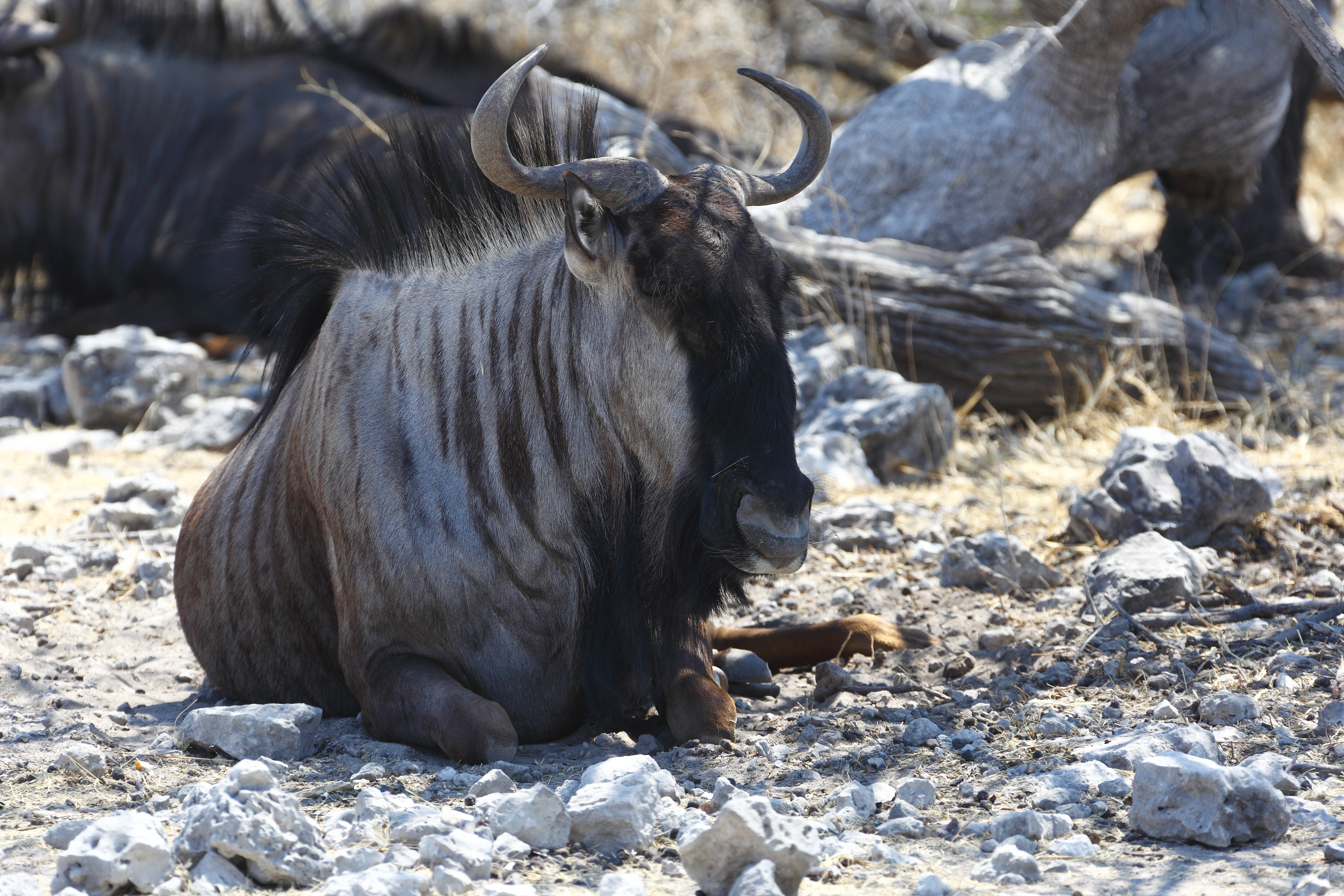
نُوٌّ أزرق قابع في مُنتزه إيتوشا الوطني بناميبيا.

يُعتقدُ بأنَّ طاعون الماشية هو أشدُّ الأمراض خطرًا على النُّو الأزرق وأكثرُ ما يتهدده على مُستوى الأمراض الخطيرة. كذلك، فإنَّ هذه الحيوانات عرضة للإصابة بالحُمَّى القلاعيَّة، والجمرة الخبيثة، والجرب القارمي، وغنغرينة الحوافر. وفي سنة 1960م، تمكَّن العالم البيطريّ الدكتور والتر پولرايت من عزل ڤيروساتٍ هرپسيَّة في إحدى هذه الظباء لِأوَّل مرَّة. تختلفُ أسباب نُفوق هذه الحيوانات من سنةٍ لِأُخرى، وقلَّما تتعرَّض فئة منها لِخطر الموت بشكلٍ أكبر من الأُخرى، على أنَّ بعض الحوادث تُشيرُ إلى عكس ذلك، فعلى سبيل المِثال، تسبَّبت إحدى موجات الجفاف في بوتسوانا بِنُفوق العُجول والإناث الطاعنة في السن بشكلٍ أكبر من غيرها. وفي إحدى الدراسات تبيَّن أنَّ 47% من حالات النُفوق كان سببها الأمراض، و37% كان سببها الافتراس، وما تبقّى كان نتيجة حوادث مُتفرِّقة.
تُشكِّلُ هذه الحيوانات مُضيفًا لِطائفةٍ واسعةٍ من الطُفيليات. وقد أظهرت إحدى الدراسات أنَّ النُّو الأزرق يحملُ ثلاثين نوعًا من الديدان الأسطوانيَّة، ونوعًا واحدًا من المثقوبات، ويرقات خمسة أنواع من ذُباب النبر، وثلاثة أنواع من القمل، وسبعة أنواع من القراد، ونوعٌ واحدٌ من السوس، ويرقة خمساويَّة. وقد تبيَّن أنَّ أغلب هذه الطُفيليَّات يظهرُ لديها خِلال أوقاتٍ مُعيَّنةٍ من السنة فقط دون أن يظهر في أوقاتٍ أُخرى. بعضُ يرقات الطُفيليَّات توجد في الممرات الأنفيَّة والتجاويف التنفُسيَّة لِهذه الحيوانات، وفي بعض الأحيان قد تنتقلُ إلى الدماغ. يُعتبرُ النُّو الأزرق أكثر مُقاومةً للالتهابات التي تتسبب بها بعض أنواع القراد مُقارنةً بغيرها من أنواع البقريَّات.

## السُلوك

### النشاط

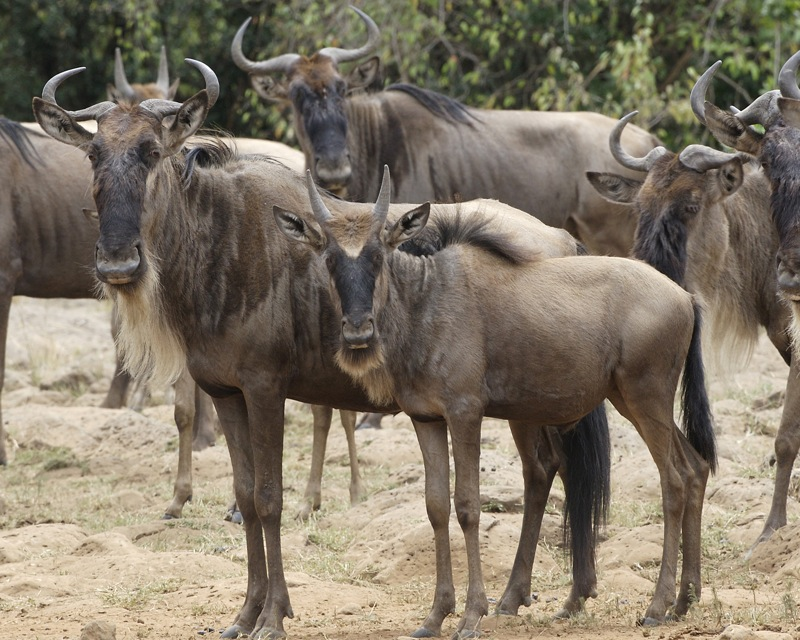
مجموعةٌ من النُّو الأزرق على مقرُبةٍ من بعضها.

تنشطُ هذه الظباء غالبًا خِلال فترات الصباح وأواخر فترة بعد الظهر، وتُمضي أحر ساعات النهار تستريح. النُّو الأزرق حيوانٌ فائق الرشاقة وهيَّاب، وهو قادرٌ على العدو بسُرعةٍ تصلُ إلى 80 كيلومترًا في الساعة (50 ميلًا في الساعة)، وأثناء العدو تُحرِّك الحيوانات ذيلها وتؤرجح رؤوسها إلى الخلف والأمام. أظهرت دراسةٌ أُجريت في مُنتزه السيرنگتي الوطني أنَّ هذه الظباء تُكرِّسُ أكثر من نصف وقتها الإجمالي للاستراحة، فيما تُخصص 33% منه للرعي، و12% منه لِتتنقل من مكان لِآخر (مشيًا في الغالب)، وما تبقَّى تُخصصه للتفاعل الاجتماعي مع بني جنسها. على أنَّ الدراسة أظهرت أيضًا أنَّ هذه النسب تختلف وتتفاوت باختلاف الفئة العُمريَّة وجنس الحيوان.

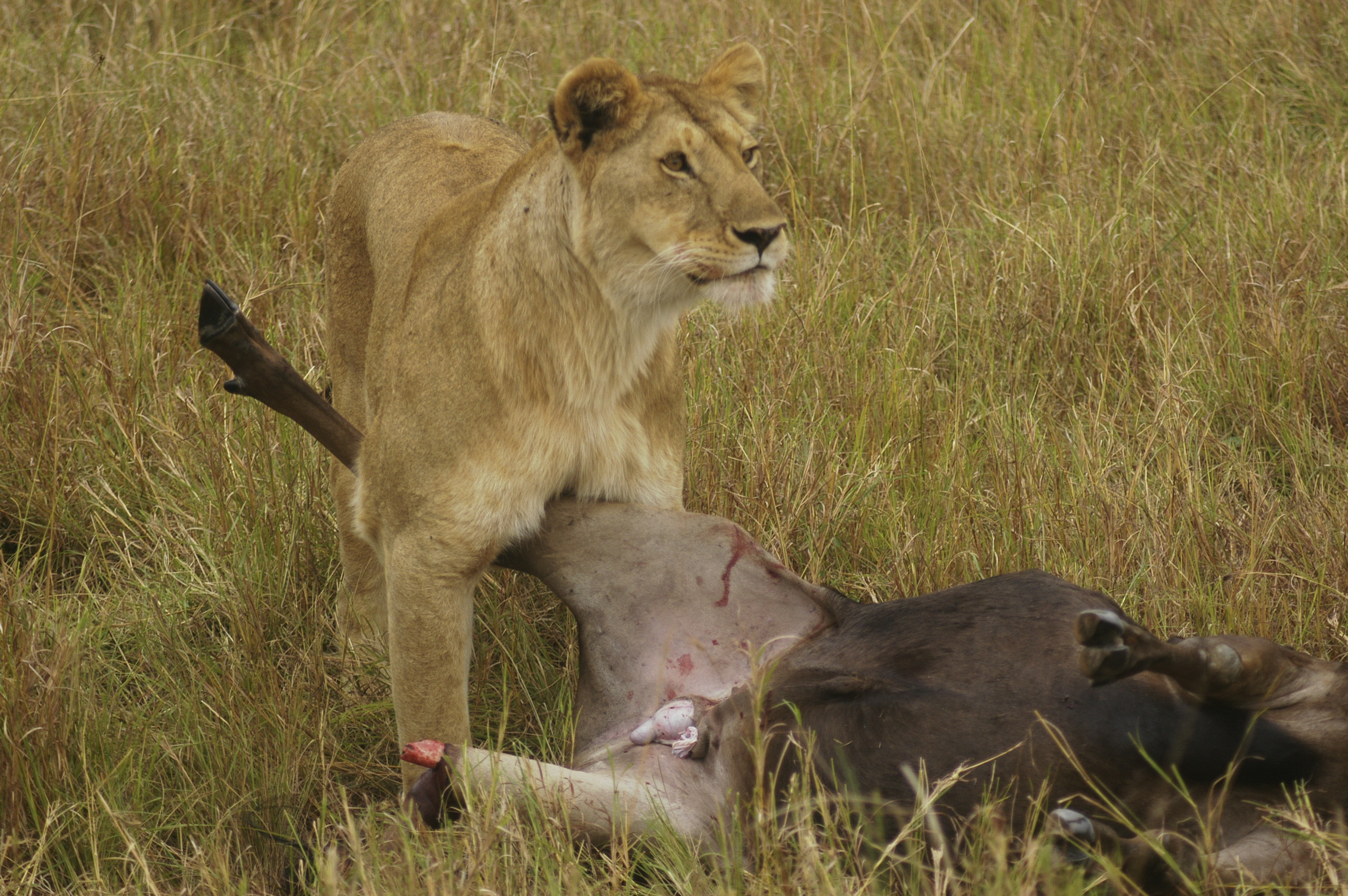
لبوة تقتاتُ على جيفة نو أزرق.

تستريحُ النُّو على مقربةٍ من بني جنسها، وتتنقلُ سويًا في مجموعاتٍ فضفاضة الصلة. تُشكِّلُ الذُكور قُطعانًا عازبة مُنفصلة عن قُطعان الإناث، ويُمكنُ تمييز قُطعان الذُكور البوالغ عن قُطعان الذُكور اليوافع عبر نشاط أفراد القطيع، فالذُكورُ البالغة قليلة الهمَّة تبتعدُ عن بعضها بعض الشيء، بينما اليافعة نشيطة وحركيَّة وتلتصقُ ببعضها لِتتقاتل وتتدرَّب استعدادًا لليوم الذي تتحدى فيه بعضها للاستئثار بحق التزاوج مع الإناث. لُوحظ أنَّ حوالي 90% من الذُكور الصغيرة تنضم لِإحدى القُطعان العازبة قبل حُلول موسم التناسل القادم. تُظهرُ الذُكور سُلوكًا مناطقيًا ما أن تبلغ أربع أو خمس سنوات من عُمرها، وتُصبحُ شديدة الصخب (ذُكور النُّو الغربيّ أبيض اللحية خُصوصًا تُصبح صخبةً جدًا) وعالية النشاط. خِلال هذه الفترة، تستحملُ الذُكور وُجودها على مقربةٍ من بعضها البعض، حيثُ يُمكنُ لِكيلومترٍ مُربَّعٍ واحدٍ من السهل أن يضُمَّ 270 ذكرًا. يُهيمنُ الذكر الواحد على حوزٍ صغيرٍ لِفترةٍ مؤقتةٍ أغلب الأحيان، وأقلُّ من نصف جُمهرة الذُكور تُهيمنُ على حوزٍ بشكلٍ مُستمرٍّ حتَّى نهاية موسم التناسل. في الإجمال، تستريحُ النُّو الزرقاء في مجموعاتٍ يتراوحُ عدد أفرادها بين بضعة عشرات إلى بضعة آلاف خلال الليل، وتتراوح المسافة بين كُلَّ فردٍ وآخر بين مترٍ ومتران (3.3–6.6 أقدام)، على أنَّ الإناث وصغارها تبقى مُلتصقةً ببعضها. تُشكِّلُ هذه الظباء مصدر غذاءٍ رئيسيّ للكثير من الضواري الأفريقيَّة، وفي مُقدِّمتها: الأُسود، والضباع المُرقطة، وتماسيح النيل، إلى جانب النُمور، والكلاب البريَّة الأفريقيَّة، والفُهود.
تُعلِّمُ الذُكور حُدود حوزها بواسطة أكوامٍ من البراز وعبر ترك أثر من الروائح المسكيَّة التي تُفرزها غُددها الساقيَّة على النباتات. كذلك فإنها تستعرض بُنيتها وقُوَّتها أمام غيرها من الذُكور لِتُعلمها بأنَّها قد سيطرت على قطعةٍ من الأرض. من الأساليب الجُثمانيَّة التي تستعرضُ بها الذُكور: الوُقوفُ مُنتصبة القامة، وتُسرفُ في خدش الأرض واقتلاع التُراب بِقُرُونها، وتتغوَّط باستمرار، وتتقلَّب وتخور. وعندما تتنافسُ الذُكور مع بعضها، تُصدرُ نخيرًا عاليًا، وتخدش الأرض، وتؤدّي حركاتٍ بقُرونها أشبه بحركات الطعن، كما تُظهرُ بعض الحركات العدائيَّة الأُخرى.

### الغذاء

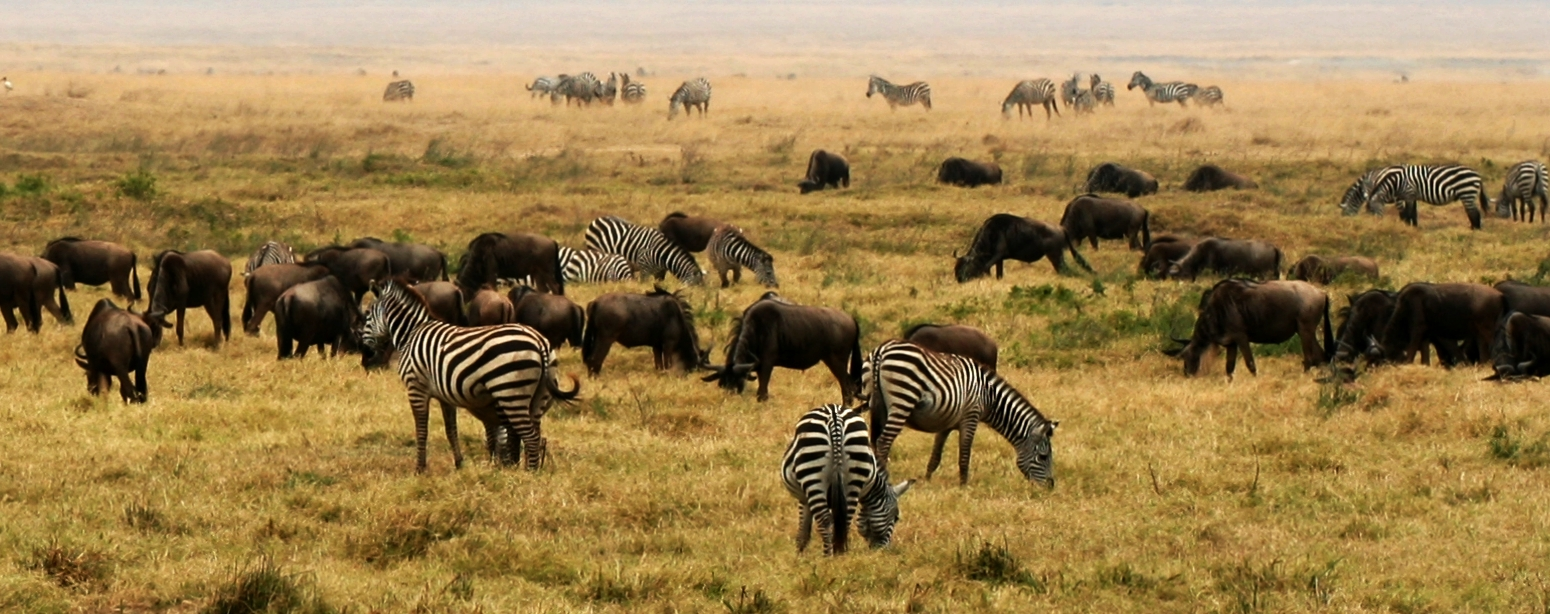
قطيعٌ مُختلط من النُّو الزرقاء وحُمر الزرد المألوفة في فُوَّهة نگورونگورو. تجتمع هذه الظباء وحُمر الزرد سويًا كي ترعى.

النُّو الأزرق حيوانٌ عاشب، يقتاتُ بشكلٍ رئيسيّ على الأعشاب القصيرة التي تنمو على السُهول والسڤناء العُشبيَّة المكشوفة، وفي التُربة القلويَّة. فمُ الحيوان العريض مُخصصٌ كي يقتات على كميَّاتٍ كبيرةٍ من العُشب القصير، وهي ترعى خِلال أوقاتٍ مُتفرِّقة من الليل والنهار على حدٍ سواء. وبحال كان العُشبُ نادرًا فإنها سوف تقتات على أوراق الآجام والشُجيرات. كثيرًا ما تختلط قُطعان النُّو الأزرق بِقُطعان حُمر الزرد المألوفة لِغرض الرعي سويًا، حيثُ تقتات الحُمر على الأطراف العُلويَّة من الأعشاب، وهي القسم الأقل تغذيةً منها، تاركةً القسم السُفلي المُغذي منها مكشوفًا، فتلتقفهُ النُّو. تُفضِّلُ النُّو أن ترتوي مرَّتين خِلال النهار بحال توفَّر لها الماء، وبسبب حاجتها الدائمة للمياه فإنها تقطن عادةً الأراضي العُشبيَّة الرطبة ذات مصادر المياه المُتوافرة. لكن على الرُغم من ذلك، يُلاحظ أنَّها قادرةٌ على أن تحيا في صحراء الكالاهاري القاحلة، وسببُ ذلك أنها تستحصل على كافَّة مُستلزماتها من السوائل من البطيخ البرّي المُنتشر في تلك الأصقاع، ومن جُذور وبصلات بعض النباتات التي تختزنُ الماء.
عند دراسة عادات التغذية لدى النُّو الأزرق، تبيَّن أنَّ هذه الحيوانات تقتاتُ على ثلاثة أنواعٍ رئيسيَّةٍ من الأعشاب المُنتشرة بالمنطقة، وهي: الثمد ثُلاثي الأسديَّة، والثيُّوم. ترتفعُ نسبة رعي هذه الظباء حتَّى حوالي 100% خِلال موسم الجفاف، وعلى الرُغم من تراجع الغطاء النباتي خِلال هذه الفترة، فإنَّ النُّو الزرقاء استمرَّت على تفضيلها لِأنواع الحشائش ذاتها، أمَّا في موسم الأمطار فقد أظهرت سُلوكًا انتقائيًا بشكلٍ أكبر.

### التناسل

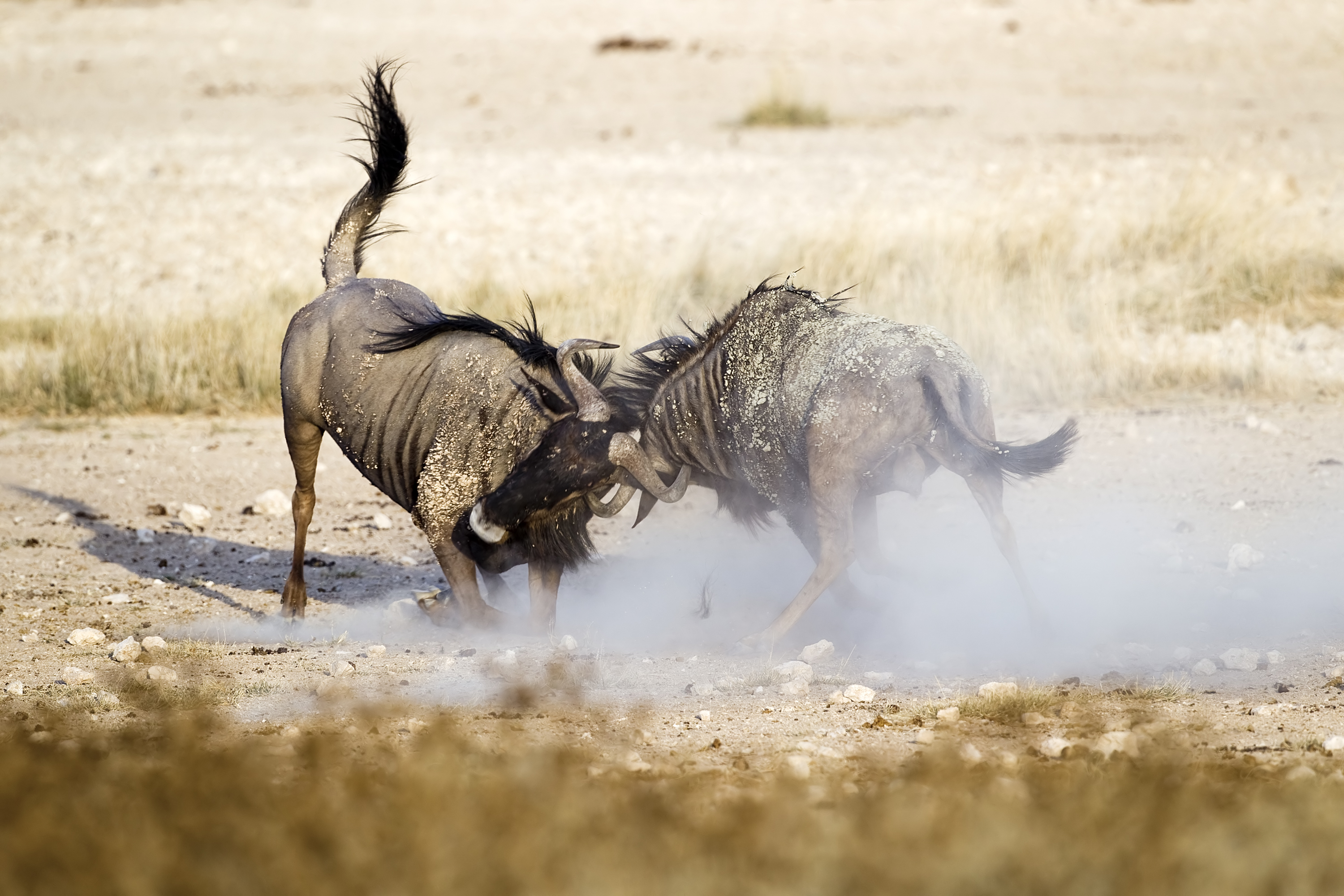
ذكران يتناطحان خِلال موسم التناسل.

تصلُ ذُكور النُّو الأزرق مرحلة البُلوغ ما أن تبلغ حوالي سنتين من العُمر، بينما يُمكنُ أن تصل الإناث هذه المرحلة بعُمر ستة عشر أُسبوعًا لو كانت تتغذى بشكلٍ كافٍ، على أنَّ مُعظمها لا يُنجب إلَّا بعد مُرور سنةٍ كاملة. يستمرُّ موسم التناسل ثلاثة أسابيع، ويتوافق موعده مع نهاية موسم الأمطار، مما يعني أنَّ الحيوانات خِلال هذه الفترة تكون في كامل قُوَّتها وصحَّتها، بعد أن أمضت الموسم بِكامله وهي تقتات على الأعشاب النضرة المُغذية، لِهذا فإنَّ مُعدلات حمل الإناث تكونُ مُرتفعةً جدًا وتصل إلى 95%. تبدأُ الدورة الشبقيَّة عند هذه الظباء خِلال ليلةٍ قمراء في العادة، وبالتحديد عندما يكونُ القمرُ بدرًا، مما يُفيدُ بأنَّ الدورة القمريَّة قد يكونُ لها تأثيرٌ على موسم التزاوج. خِلال هذه الفترة، تبلغ مُعدلات التستوسترون أوجها لدى الذُكور، الأمر الذي يُترجمُ في صورة ارتفاع مُعدلات خوارها وندائها وسُلوكها المناطقيّ. وقد تُسفرُ تصرُّفات الذُكور المُهتاجة إلى حث الأُنثى على الدُخول في دورتها النزويَّة.

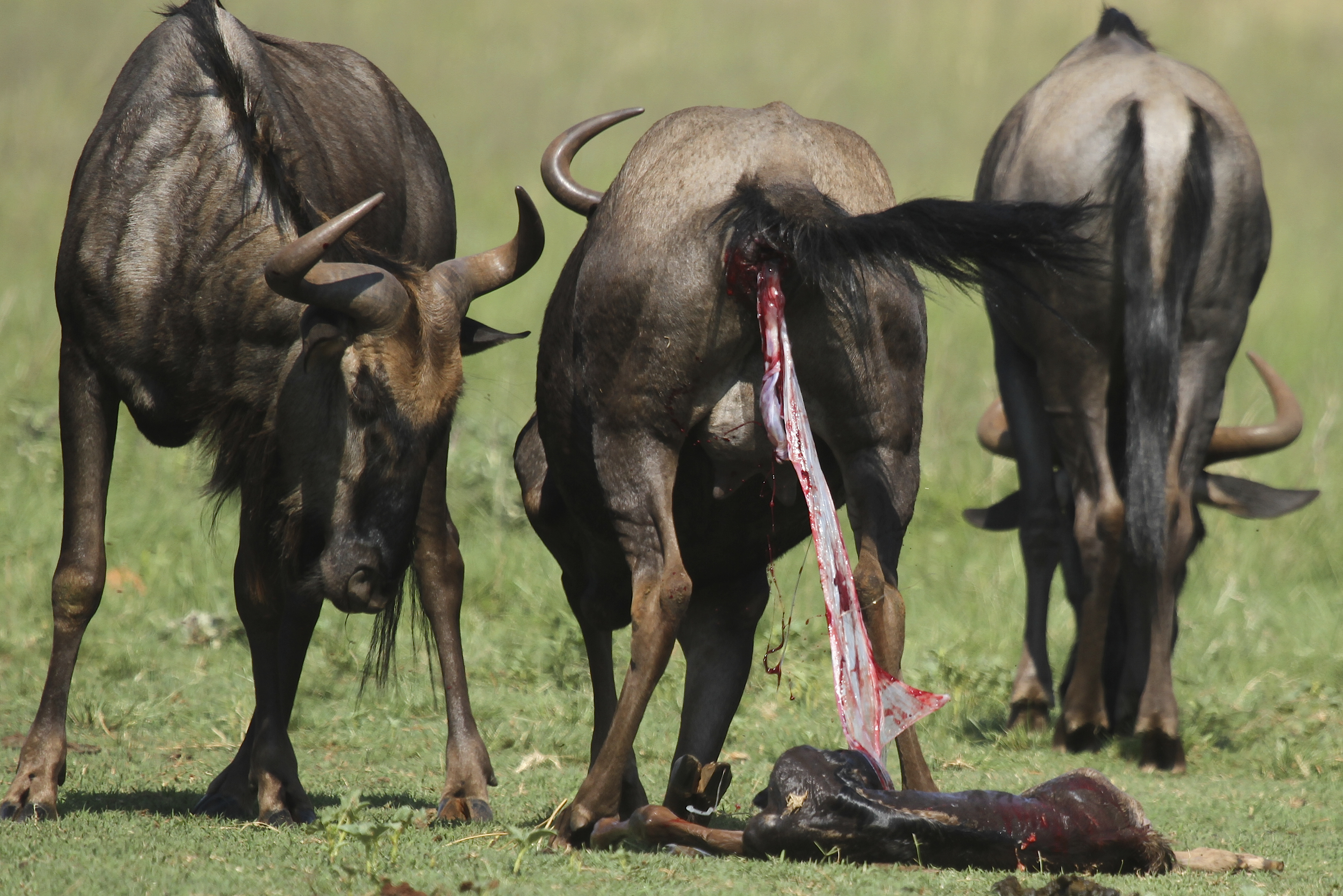
أُنثى تضعُ صغيرها.

تتنافسُ الذُكور مع بعضها البعض خِلال سعيها للسيطرة على أحوازٍ خاصَّةٍ بها ولاكتساب حُقوق التزاوج مع الإناث. وعندما يتقاتل الذكران، يقفان وجهًا لِوجه، ثُمَّ يركعان على رُكبتيهما الأماميتين ويتناطحان. وعندما ينتصرُ أحد الذُكور على غريمه، فإنه يقوم ببعض الحركات الاستعراضيَّة، فيخور ويشخر وينبش الأرض بِقُرونه. ما أن يُثبتُ الذكر هيمنته، فإنَّهُ يُحاولُ اجتذاب أُنثى إلى داخل نطاق حوزه كي يتودد إليها، وخِلال التودد يحصلُ الكثير من التبوُّل والتمدد على انخفاض، ويُحاولُ الذكر بها اعتلاء الأُنثى. تُبعدُ الأُنثى المُتقبلة ذيلها نحو الجانب وتقفُ ثابتةً خِلال الجماع، الذي يُمكنُ أن يتكرر عدَّة مرَّات، ويُحتمل أن يُواقع الذكر أُنثاه مرَّتين أو أكثر خِلال الدقيقة الواحدة. ينزعُ الذكر إلى أن لا يقتات ولا يرتاح طالما أنَّ هُناك أُنثى موجودةً ضمن نطاق حوزه، وخِلال هذه الفترة تُلازمُ الأُنثى جانبه على الدوام وتستمرُ بالتودد إليه وحثِّه على الجماع. ويُمكنُ للأُنثى الواحدة أن تتنقل بين أحواز عددٍ من الذُكور وتتزاوج معها كُلَّها.
تدومُ فترة حمل الأُنثى ثمانية أشهُرٍ ونصف، ويُولدُ ما بين 80 و90% من الصغار خِلال فترةٍ زمنيَّةٍ تمتد لِحوالي ثلاثة أسابيع. تضعُ الأُنثى صغيرها وسط القطيع عوض أن تُغادره لِتلد وحدها كما تفعل الكثير من أنواع الظباء والأبقار الأُخرى، وعادةً ما تقع الولادة في وسط النهار، الأمر الذي يُعطي المولود الجديد الوقت الكافي كي يثبُت على قوائمه ويتعلَّم المشي والركض قبل حُلول الظلام الذي يأتي بالضواري الجائعة. يبلغُ وزن العجل حديث الولادة 19 كيلوگرام (42 رطلًا)، وعادةً ما يتمكَّن من الوقوف على قوائمه خِلال دقائق من الولادة. تُلازمُ العُجول أُمَّهاتها لِفترةٍ مُعتبرة كي تتحامى بها من المُفترسات، وقد تستمرُ بالرضاعة حتَّى يحينُ موعد وضع العجل الثاني بعد سنةٍ من ولادتها. تُغادرُ بعض العُجول أُمَّهاتها ما أن تبلغ من العُمر حوالي ثمانية شُهور وتؤلِّفُ قُطعانًا عازبةً مع غيرها من الصغار. أظهرت بعض الأبحاث أنَّ 80% من الصغار تتخطى شهرها الأوَّل من الحياة في قُطعان الإناث الضخمة، وتنخفضُ هذه النسبة حتَّى 50% في القُطعان الأصغر حجمًا.

## الانتشار

### الموطن

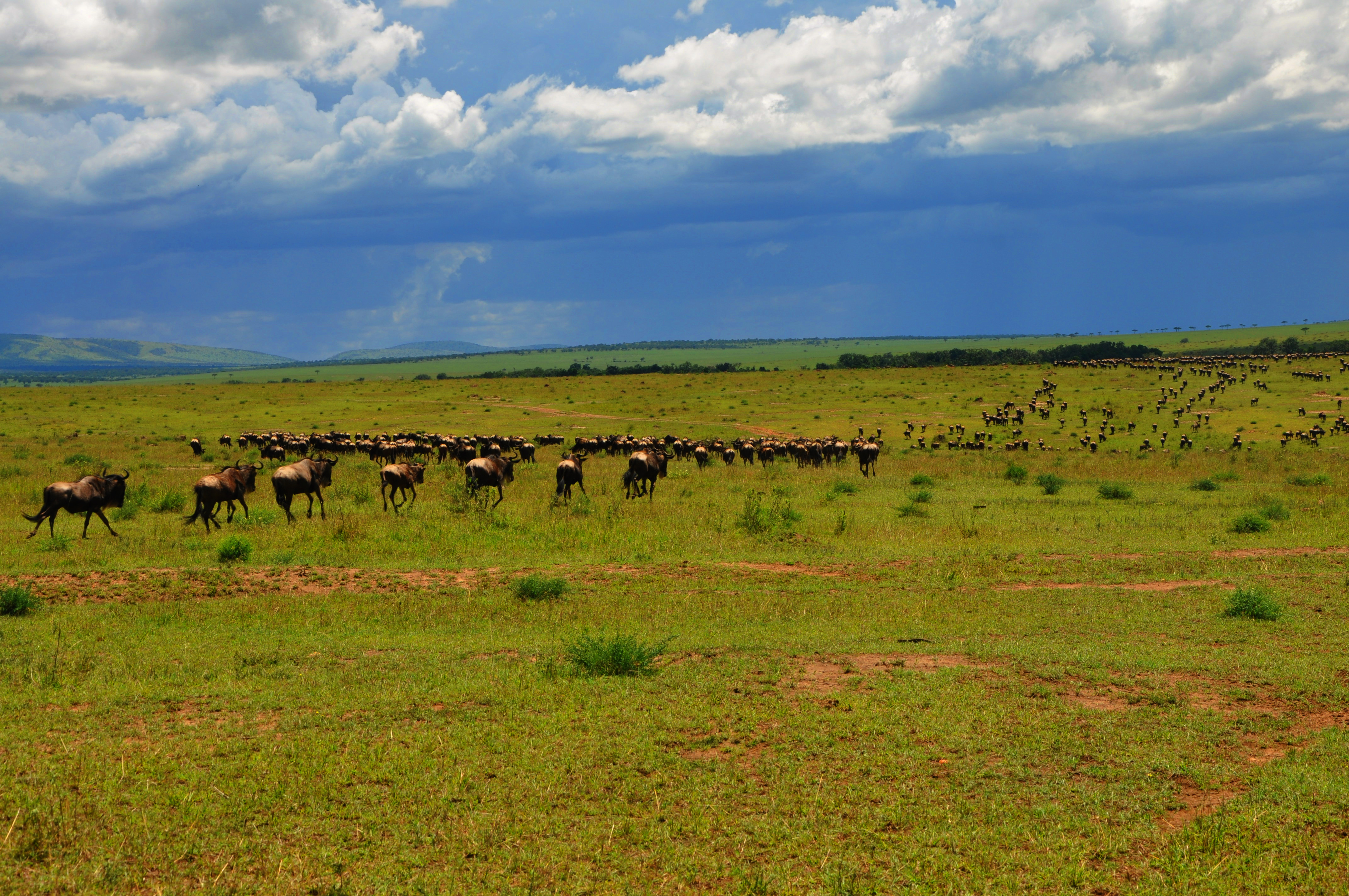
قطيعٌ هائلٌ من النُّو الزرقاء خِلال هجرتها السنويَّة.

تنتشرُ النُّو الزرقاء حاليًا في بُلدان: كينيا، وتنزانيا، وبوتسوانا، وزامبيا، وزيمبابوي، وموزمبيق، وجنوب أفريقيا، وسوازيلاند، وأنغولا. وهي مُنقرضةٌ اليوم في مالاوي، وكانت قد انقرضت سابقًا في ناميبيا لكن أُعيد إدخالُها إليها بفضل جُهود السُلطات المُختصَّة. ويُشيرُ بعض الباحثين إلى احتماليَّة انتشار هذه الظباء في السابق عبر شمال أفريقيا أو قسمٍ منها على الأقل، بناءً على بعض الآثار الفرعونيَّة التي عُثر عليها في صعيد مصر. يُشكِّلُ النَّهرُ البُرتُقاليّ الحدَّ الجنوبيّ لانتشار النُّو الأزرق، بينما تُشكِّلُ بُحيرة ڤكتوريا وجبل كينيا الحدَّ الغربيّ لانتشارها.

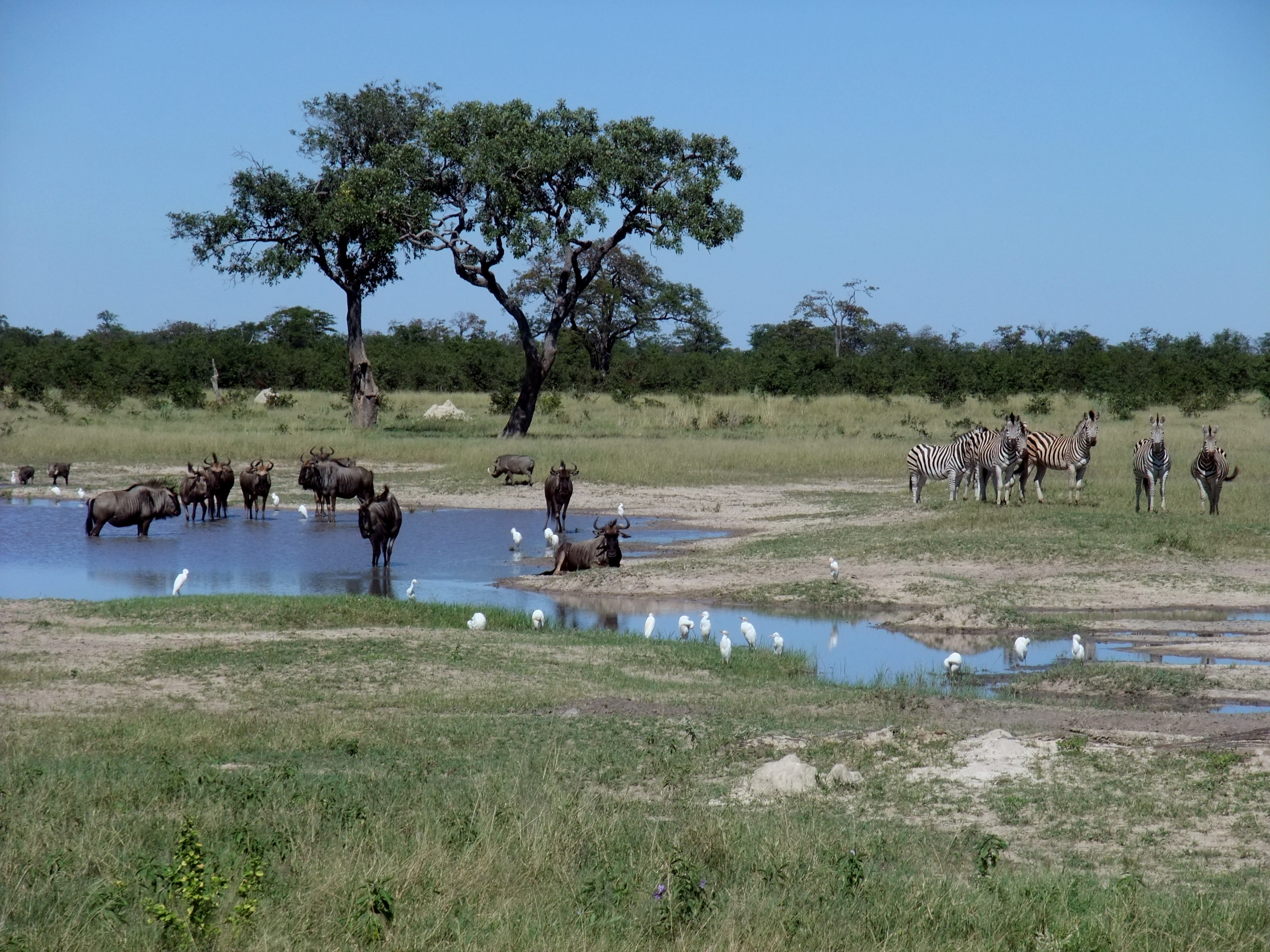
موئلٌ طبيعيّ نمطيّ للنُّو الزرقاء.

تُهاجرُ بعض الجمهرات الشرق أفريقيَّة لِمسافةٍ طويلةٍ في كُلِّ سنة، ويبدو أنَّ هذه الهجرة تتوافق مع وقت ونمط الأمطار ونُموّ الأعشاب النضرة. يُمكنُ لِتوقيت الهجرة، سواء من الشمال إلى الجنوب أو العكس، أن يختلف اختلافًا جذريًا بين سنةٍ وأُخرى. يُلاحظُ أنَّ هذه الظباء تُهاجرُ إلى المناطق التي يكونُ فيها موسم الجفاف ما زال قائمًا ما أن ينتهي موسم الأمطار في المكان الذي تقطنه، نظرًا لتناقص وتراجع مخزون المياه، وما أن تصل إلى وجهتها حتَّى يكونُ موسم الأمطار قد حلَّ فيها، وهكذا دواليك.

### الموائل الطبيعيَّة
تقطُنُ هذه الظباء الأراضي العُشبيَّة قصيرة الأعشاب التي تحُدُّ السڤناء السنطيَّة المكسوَّة بالآجام في أفريقيا الجنوبيَّة والشرقيَّة، وهي تُفضِّلُ المناطق مُعتدلة الرُطوبة والجفاف على حدٍ سواء. ويُمكنُ العُثور عليها ضمن طائفةٍ واسعة من الموائل الطبيعيَّة التي تتراوح بين الأراضي الجرداء ذات الآجام الكثيفة، إلى الأحراج المكشوفة في السُهول الفيضيَّة. ومن أكثر الأشجار شُيوعًا في هذه المناطق: السنط (الأقاقيا أو الأكاسيا) والقمبريط.
يُمكنُ للنُّو الزرقاء أن تستحمل العيش في المناطق الجافَّة إن توافر لها مصدرٌ دائمٌ للمياه، عادةً على بُعدٍ يتراوح بين 15 و25 كيلومتر (9.3–15.5 أميال) عن موقع سكنها، على أنَّها لا تُفضِّلُ السُهول العُشبيَّة المُعتدلة، أو الجبليَّة. تندرُ رؤية هذه الحيوانات على ارتفاعاتٍ تتخطّى 1,800 أو 2,100 متر (5,900–6,900 قدم)، باستثناء جُمهرةٍ صغيرةٍ من نُو كوكسون التي تعيشُ في وادي لوانگوا بزامبيا. كذلك، لا يُمكنُ العُثور على هذه الظباء في الأقاليم الجنوبيَّة الرطبة من السڤناء، وبالأخص في الميومبو.

## المخاطر والانحفاظ

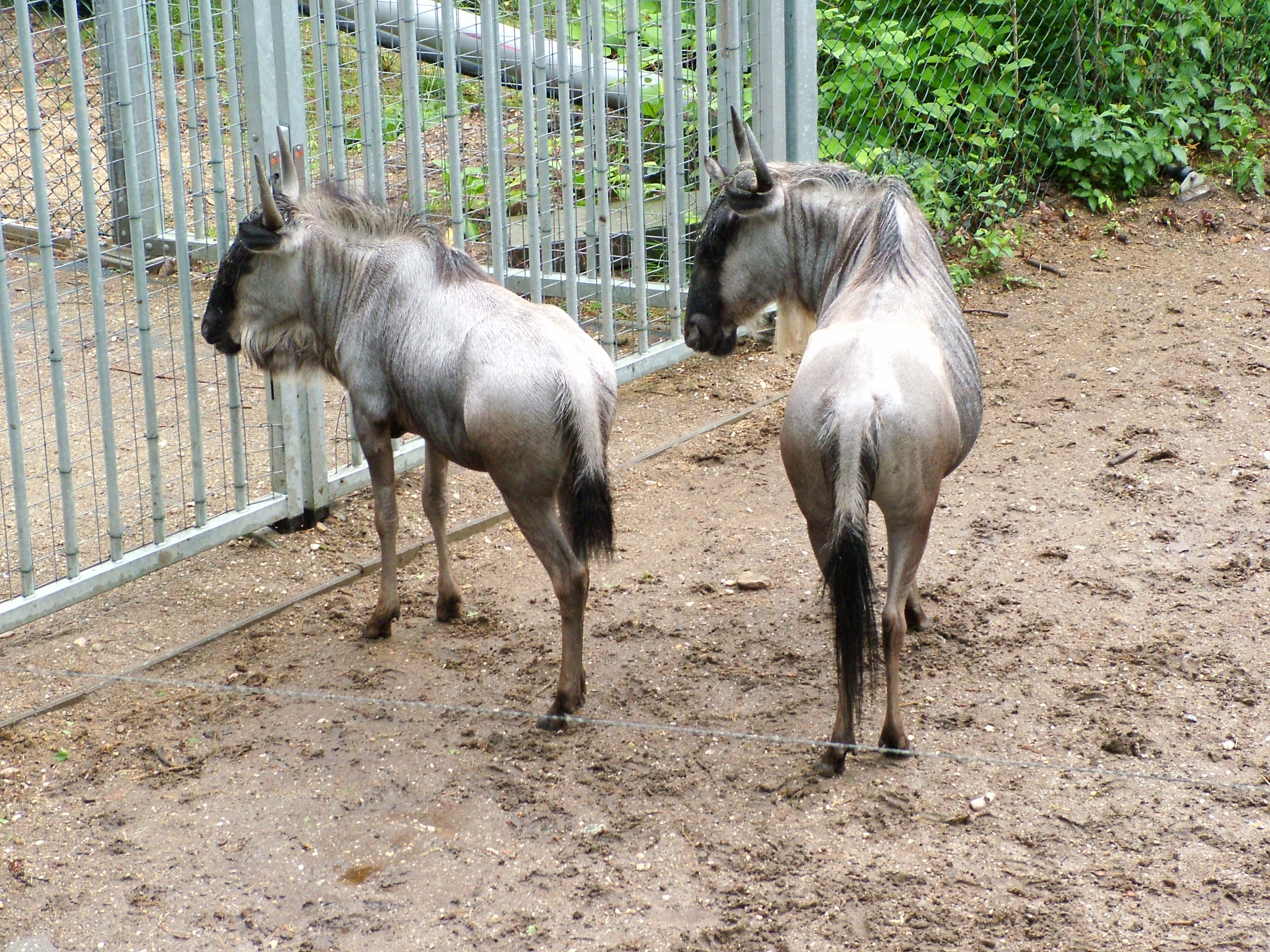
زوجٌ من النُّو الزرقاء في إحدى حدائق الحيوان بهولندا.

يُشكِّلُ افتراس الضواري، من أُسودٍ وضباعٍ ونُمورٍ وكلابٍ بريَّة، السبب الرئيسيّ لِنُفوق هذه الظباء في البريَّة. كما أنَّها عرضة للأوبئة التي تتفشّى بين الحين والآخر، فتفتك بأعدادٍ كبيرةٍ منها. أمَّا بالنسبة للعوامل البشريَّة، فإنَّ التحطيب وتقطيع الأحراج يأتي في المقام الأوَّل من المخاطر التي تُهدد هذه الحيوانات، كذلك يلعبُ تجفيف البُحيرات وتحويل مجاري الأنهار لاستصلاح الأراضي دورًا بارزًا للغاية في التأثير على الجُمهرات، إلى جانب توسُّع نطاق المُستوطنات البشريَّة والقنص اللاشرعي. يُمكنُ للنُّو الزرقاء أن تُصاب بِعدوى بعض أمراض الماشية المُستأنسة، من شاكلة داء المُثقبيَّات الأفريقي، الذي يتسبب بِهلاك الكثير منها. وفي بعض المناطق، قام المُزارعين بنصب عددٍ من الأسيجة لِحماية أراضيهم من الحيوانات الراعية، وفي مناطق أُخرى قامت بعض الحُكومات بنشر أسياجٍ على طول قسمٍ من حُدودها مع الدُول المُجاورة لِأسبابٍ مُختلفة، فحالت تلك الأسيجة بين النُّو والأراضي التي تُهاجر إليها، فقطع بعضها طُرق الهجرة عليها، وأدّى ذلك إلى حرمانها من المراعي النضرة ومصادر المياه، فمات العديد منها جوعًا وعطشًا. أظهرت دراسةٌ لِتفحّص العوامل المُؤثرة بِجمهرات النُّو في محميَّة ماساي مارا بكينيا، أنَّ الجُمهرة تراجعت تراجُعًا جذريًا بِنسبة 80%، من 119,000 رأس سنة 1977م إلى حوالي 22,000 رأس بعد عشرين سنة. وتبيَّن أنَّ السبب الرئيسي وراء هذا التراجع كان توسُّع الأراضي الزراعيَّة، الأمر الذي أفقد الظباء مراعيها الشتويَّة ومواطن إنجابها المُعتادة.
يُقدَّرُ إجمالي الجُمهرة العالميَّة للنُّو الزرقاء بِحوالي 1,550,000 رأس. وهي مُستقرَّةٌ ككُل، وفي بعض الأماكن، تحديدًا في مُنتزه السيرنگتي الوطني بتنزانيا، تزايدت أعداد هذه الظباء حتَّى بلغت 1,300,000 رأس. تتراوح كثافة الجُمهرة من 0.15 رأس في كُل كلم2 في مُنتزهيّ هُوانگيه وإيتوشا الوطنيين، إلى 35 رأسًا في كُل كلم2 في فُوَّهة نگورونگورو ومُنتزه السيرنگتي الوطني. أُدخل الكثير من هذه الظباء إلى محميَّات الطرائد الخاصَّة والمحميَّات الطبيعيَّة ومناطق إكثار الحياة البريَّة، في أفريقيا وخارجها، وهي من الطرائد الشائعة والمرغوبة في محميَّات الطرائد الكُبرى في ولاية تكساس الأمريكيَّة خُصوصًا. لِهذه الأسباب، فإنَّ الاتحاد العالمي للحفاظ على الطبيعة يضعُ النُّو الأزرق ضمن قائمة الحيوانات غير المُهددة بأيِّ شكلٍ من أشكال الانقراض. لكن على الرُغم من ذلك، فإنَّ أعداد النُّو الشرقي أبيض اللحية (Connochaetes taurinus albojubatus) أظهرت تراجُعًا حادًا للغاية، بحيثُ تُقدَّر أعدادها اليوم بما بين 6,000 و8,000 رأس، الأمر الذي يُسبب بعض القلق عند العُلماء ودُعاة الحفاظ على الحياة البريَّة.

## العلاقة مع البشر
النُّو الأزرق هو أحد أنواع الحيوانات التي تجتذب السائحين إلى أفريقيا الشرقيَّة والجنوبيَّة، والراغبين بزيارة المحميَّات الطبيعيَّة ورؤية أبرز الحيوانات الأفريقيَّة وأهم سُلوكاتها. فالعديدُ من السائحين يقصد أفريقيا الشرقيَّة لِمُشاهدة القُطعان الكُبرى المُهاجرة، التي تجتذبُ بدورها الضواري الكبيرة كالأُسود، علّهم يحظون بِفُرصة رؤية صيدٍ مُباشر. لذا فإنَّ الكثير من مُلَّاك المحميَّات ينظر إلى النُّو الأزرق كمصدر للدخل، وينطبق الأمر ذاته على الحُكومات الأفريقيَّة المُختلفة، التي تعتمدُ على السياحة لتحقيق زيادة في الدخل القومي للبلد. هذا وقد كانت هذه الظباء (وما زالت في بعض المناطق) تُشكِّلُ طرائدَ أساسيَّةً لِبعض القبائل، فتُصطاد للحُصول على جُلودها بالمقام الأوَّل، أمَّا لحمها فيشتهر بكونه جلف وجاف وقاسٍ.
يُمكنُ للنُّو الأزرق كذلك أن يؤثر سلبًا على البشر، فعلى سبيل المِثال تُنافسُ قُطعان النُّو قُطعان الماشية المُستأنسة على المرعى بشكلٍ كبير؛ كما يُمكنها أن تنقلَ إليها بعض الأمراضِ الفتَّاكة، مثل طاعون الماشية، كما يُمكنُ أن تنشُر بينها القراد، والديدان الرئويَّة والديدان الشريطيَّة والذُباب، وغيرها من الطُفيليَّات.
كَشفت إحدى التنقيبات الأثريَّة في مدينة نخن المصريَّة النقاب عن لوحٍ منحوتٍ مصنوعٍ من الأردواز يحمل نقشاً لِحيوانٍ شديد الشبة بالنُّو الأزرق، ويرجعُ إلى حوالي 3000 سنة ق.م. كانت المدينة سالِفة الذِكر العاصمة الدينيَّة والسياسيَّة لِمملكة مصر العُليا آنذاك، ولعلَّ هذا دليلٌ على أنَّ هذه الظباء كانت إمَّا تستوطن أفريقيا الشماليَّة خِلال تلك الفترة، أو أنَّها كانت تُجلب من جنوب الصحراء الكُبرى لِأهدافٍ دينيَّةٍ أو تجاريَّة.

## وصلات خارجيَّة
- صُور وحقائق عن النُّو الأزرق.
- النُّو الأزرق، أنواع ثديَّيات العالم.